# 小川勝己
小川 勝己（おがわ かつみ、1965年 -）は、日本の小説家・推理作家。長崎県生れ。九州産業大学商学部中退。
2000年に『葬列』で第20回横溝正史ミステリ大賞を受賞し、デビュー。横溝正史とMORRIEに傾倒。バイオレンスでルナティックなノワールでデビューしたが、鬼畜で歪んだ登場人物・世界観を放縦に展開させる犯罪小説や、技巧的に作りこまれた本格推理、メタフィクションを援用した実験的なミステリなど、多彩なジャンルの作品を発表している。

## 作品リスト

### 単行本
- 葬列（2000年5月 角川書店 / 2003年5月 角川文庫）
- 彼岸の奴隷（2001年5月 角川書店 / 2004年5月 角川文庫）
- 眩暈を愛して夢を見よ（2001年8月 新潮社 / 2010年4月 角川文庫）
- まどろむベイビーキッス（2002年9月 角川書店 / 2005年8月 角川文庫）
- 撓田村事件 ―iの遠近法的倒錯（2002年10月 新潮社 / 2006年1月 新潮文庫）
- ぼくらはみんな閉じている（2003年5月 新潮社）
  - 収録作品：点滴 / スマイル・フォー・ミー / 陽炎 / ぼくらはみんな閉じている / 視線の快楽 / 好き好き大好き / 胡鬼板心中 / かっくん / 乳房男
- 狗（2004年7月 早川書房 ハヤカワ・ミステリワールド）
  - 収録作品：蝋燭遊戯 / 老人と膿 / You裡 / 代償 / 夢の報酬
- あなたまにあ（2004年10月 実業之日本社）
  - 収録作品：蝦蟆蛙 / 聖夜 / 春巻 / 壁紙 / 諧謔の屍 / 蘆薈 / あなたまにあ
- ロマンティスト狂い咲き（2005年7月 早川書房 ハヤカワ・ミステリワールド）
- イヴの夜（2006年10月 光文社 / 2008年11月 光文社文庫）
- この指とまれ GONBEN（2007年9月 実業之日本社）
  - 【改題】ゴンベン（2012年12月 実業之日本社文庫）
- 純情期（2008年8月 徳間書店）

### アンソロジー
「」内が小川勝己の作品
- 金田一耕助に捧ぐ九つの狂想曲（2002年6月 角川書店 / 2012年11月 角川文庫）「愛の遠近法的倒錯」
- ザ・ベストミステリーズ 2004 推理小説年鑑（2004年7月 講談社）「胡鬼板心中」
  - 【分冊・改題】孤独な交響曲 ミステリー傑作選（2007年4月 講談社文庫）